# 1298년

## 연호
- 원(元) 대덕(大德) 2년
- 일본(日本) 에이닌(永仁) 6년
- 쩐 왕조(陳朝) 흥롱(興隆) 6년

## 기년
- 원(元) 성종(成宗) 4년
- 고려(高麗) 충렬왕(忠烈王) 24년 / 충선왕(忠宣王) 원년
- 쩐 왕조(陳朝) 영종(英宗) 6년

## 사건
- 7월 22일 - 폴커크 전투
- 충렬왕, 왕의 자리에서 물러나고 상왕이 됨.
- 충렬왕의 아들 원이 24세의 나이로 왕위에 오름. 고려 26대 국왕 충선왕.
- 충선왕이 반원 정책을 폄.(1차 개혁)
- 충선왕, 동성혼 금지.